# (27729) 1990 QK9
A (27729) 1990 QK9 a Naprendszer kisbolygóövében található aszteroida. Eric Walter Elst fedezte fel 1990. augusztus 16-án.